# Andrea II di Napoli
Andrea II (... – marzo 840) fu duca di Napoli dall'834 all'840.

## Biografia
Durante il suo regno egli si trovò costantemente in guerra con i  Longobardi e permise a Gaeta, sua vassalla, di accedere all'indipendenza sotto due suoi propri consoli.
Nel settembre dell'834, Andrea insorse contro il duca Leone e lo allontanò dal potere, usurpandone il trono. Contestualmente cessò di pagare il tributo al principe Sicardo di Benevento. Per tutta risposta, Sicardo assediò Napoli dal maggio al luglio dell'835, ma infine raggiunse un accordo di pace con Andrea. Nell'836 Sicardo assediò ancora una volta Napoli, malgrado l'accordo reciproco raggiunto l'anno precedente. 
Andrea passò alla storia per essere stato il primo a ingaggiare truppe mercenarie musulmane nella storia del meridione italico nell'età medievale, servendosene contro suoi correligionari. La reazione dei suoi nemici, che del pari non ebbero alcuna remora nell'ingaggiare guerrieri saraceni per i loro fini politici, consentì alle soldatesche islamiche di svolgere un ruolo attivo nel meridione d'Italia. 
Il 4 luglio firmò il cosiddetto Pactum Sicardi, con Sicardo e il Ducato di Amalfi e Sorrento.
Cinque anni di tregua permisero agli attivi mercanti delle città costiere greche di Campania di incrementare i traffici col longobardo Principato di Benevento. Tuttavia la guerra riprese, specialmente tra Andrea e Sicardo e nell'837 Andrea assoldò ancora una volta mercenari saraceni. Tra il luglio e l'agosto dell'839, Sicardo morì e Andrea, sempre timoroso dei bellicosi Longobardi, invocò l'aiuto del franco Lotario I, re d'Italia, che spedì in suo aiuto a Napoli Contardo.
Al fine d'ingraziarselo, Andrea gli promise in sposa sua figlia Euprassia, vedova del deposto duca Leone. Andrea, tuttavia, ritardò a tal punto il matrimonio che, nel marzo dell'840, Contardo insorse contro di lui e lo uccise, usurpando il Ducato di Napoli così come aveva fatto Andrea II con Leone.
Nel giro di tre giorni appena, però, i Napoletani espulsero Contardo dal Ducato.